# Shorttrack op de Olympische Winterspelen 2010 - 1500 m vrouwen
De 1500 meter vrouwen tijdens de Olympische Winterspelen 2010 vond plaats op zaterdag 13 februari in het Pacific Coliseum. Titelverdedigster was de Zuid-Koreaanse Jin Sun-yu.

## Uitslagen

### Heats
Heat 1
| # | Naam                 | Land | Tijd     | Bijz. |
| - | -------------------- | ---- | -------- | ----- |
| 1 | Sun Linlin           | CHN  | 2.24,031 | Q     |
| 2 | Tania Vicent         | CAN  | 2.24,100 | Q     |
| 3 | Nina Yevteyeva       | RUS  | 2.24,277 | Q     |
| 4 | Kimberly Derrick     | USA  | 2.24,375 |       |
| 5 | Veronika Windisch    | AUT  | 2.24,440 |       |
| 6 | Patrycja Maliszewska | POL  | 2.25,586 |       |

Heat 2
| # | Naam                | Land | Tijd     | Bijz. |
| - | ------------------- | ---- | -------- | ----- |
| 1 | Park Seung-hi       | KOR  | 2.24,129 | Q     |
| 2 | Zhou Yang           | CHN  | 2.24,246 | Q     |
| 3 | Kateřina Novotná    | CZE  | 2.24,504 | Q     |
| 4 | Stéphanie Bouvier   | FRA  | 2.24,966 |       |
| 5 | Valerija Potjomkina | RUS  | 2.28,405 |       |
| 6 | Han Yueshuang       | HKG  | 2.35,742 |       |

Heat 3
| # | Naam              | Land | Tijd     | Bijz. |
| - | ----------------- | ---- | -------- | ----- |
| 1 | Wang Meng         | CHN  | 2.29,199 | Q     |
| 2 | Katherine Reutter | USA  | 2.29,316 | Q     |
| 3 | Valérie Maltais   | CAN  | 2.30,321 | Q     |
| 4 | Bernadett Heidum  | HUN  | 2.30,332 |       |
| 5 | Biba Sakurai      | JPN  | 2.30,458 |       |
| 6 | Katia Zini        | ITA  | 2.30,606 |       |

Heat 4
| # | Naam             | Land | Tijd     | Bijz. |
| - | ---------------- | ---- | -------- | ----- |
| 1 | Cho Ha-ri        | KOR  | 2.22,928 | Q     |
| 2 | Kalyna Roberge   | CAN  | 2.23,619 | Q     |
| 3 | Evgenja Radanova | BUL  | 2.23,698 | Q     |
| 4 | Elise Christie   | GBR  | 2.23,898 |       |
| 5 | Cecilia Maffei   | ITA  | 2.24,931 |       |
| 6 | Olga Beljakova   | RUS  | 2.26,762 |       |

Heat 5
| # | Naam                | Land | Tijd     | Bijz. |
| - | ------------------- | ---- | -------- | ----- |
| 1 | Arianna Fontana     | ITA  | 2.27,120 | Q     |
| 2 | Tatjana Borodoelina | AUS  | 2.27,408 | Q     |
| 3 | Erika Huszar        | HUN  | 2.27,487 | Q     |
| 4 | Katalin Kristo      | ROU  | 2.36,022 |       |
|   | Paula Bzura         | POL  |          | DSQ   |
|   | Mika Ozawa          | JPN  |          | DSQ   |

Heat 6
| # | Naam                      | Land | Tijd     | Bijz. |
| - | ------------------------- | ---- | -------- | ----- |
| 1 | Lee Eun-byul              | KOR  | 2.27,286 | Q     |
| 2 | Hiroko Sadakane           | JPN  | 2.28,046 | Q     |
| 3 | Marina Georgieva-Nikolova | BUL  | 2.28,732 | Q     |
| 4 | Allison Baver             | USA  | 2.44,915 | ADV   |
|   | Aika Klein                | GER  |          | DSQ   |
|   | Rozsa Darazs              | HUN  |          | DSQ   |

### Halve finales
Halve finale 1
| # | Naam                      | Land | Tijd     | Bijz. |
| - | ------------------------- | ---- | -------- | ----- |
| 1 | Lee Eun-byul              | KOR  | 2.24,318 | QA    |
| 2 | Tania Vicent              | CAN  | 2.24,742 | QA    |
| 3 | Sun Linlin                | CHN  | 2.24,777 | QB    |
| 4 | Hiroko Sadakane           | JPN  | 2.24,901 | QB    |
| 5 | Allison Baver             | USA  | 2.45,053 |       |
| 6 | Nina Yevteyeva            | RUS  | 2.25,414 |       |
| 7 | Marina Georgieva-Nikolova | BUL  | 2.25,604 |       |

Halve finale 2
| # | Naam              | Land | Tijd     | Bijz. |
| - | ----------------- | ---- | -------- | ----- |
| 1 | Erika Huszar      | HUN  | 2.24,192 | QA    |
| 2 | Evgenja Radanova  | BUL  | 2.24,376 | QA    |
| 3 | Cho Ha-ri         | KOR  | 2.35,492 | ADV   |
| 4 | Katherine Reutter | USA  | 2.37,060 | ADV   |
| 5 | Kalyna Roberge    | CAN  | 2.47,998 |       |
|   | Wang Meng         | CHN  |          | DSQ   |

Halve finale 3
| # | Naam                | Land | Tijd     | Bijz.  |
| - | ------------------- | ---- | -------- | ------ |
| 1 | Park Seung-hi       | KOR  | 2.20,859 | QA, OR |
| 2 | Zhou Yang           | CHN  | 2.21,049 | QA     |
| 3 | Arianna Fontana     | ITA  | 2.21,522 | QB     |
| 4 | Tatjana Borodoelina | AUS  | 2.21,617 | QB     |
| 5 | Valérie Maltais     | CAN  | 2.23,722 |        |
|   | Kateřina Novotná    | CZE  |          | DSQ    |

### Finales
A-finale
| #      | Naam              | Land | Tijd     | Bijz. |
| ------ | ----------------- | ---- | -------- | ----- |
| Goud   | Zhou Yang         | CHN  | 2.16,993 | OR    |
| Zilver | Lee Eun-byul      | KOR  | 2.17,849 |       |
| Brons  | Park Seung-hi     | KOR  | 2.17,927 |       |
| 4      | Katherine Reutter | USA  | 2.18,396 |       |
| 5      | Cho Ha-ri         | KOR  | 2.18,831 |       |
| 6      | Erika Huszár      | HUN  | 2.19,251 |       |
| 7      | Evgenja Radanova  | BUL  | 2.19,411 |       |
| 8      | Tania Vicent      | CAN  | 2.23,035 |       |

B-finale
| #  | Naam                | Land | Tijd     | Bijz. |
| -- | ------------------- | ---- | -------- | ----- |
| 9  | Arianna Fontana     | ITA  | 2.42,801 |       |
| 10 | Sun Linlin          | CHN  | 2.42,960 |       |
| 11 | Tatjana Borodoelina | AUS  | 2.43,051 |       |
| 12 | Hiroko Sadakane     | JPN  | 2.43,135 |       |